# Lista över albumettor på Gaon Chart 2012
Detta är en lista över albumettor på Gaon Chart under år 2012. Gaon Chart är sammanställningen av försäljningen av musik i Sydkorea och drivs av Korea Music Content Industry Association (KMCIA). Album Chart publiceras varje vecka och visar listan över de mest sålda albumen i landet genom fysisk försäljning. Album Chart, som inkluderar studioalbum, EP-skivor och singelalbum, är en sammanställning av data försedd av landets största musikförsäljare och distributörer.

## Vecka

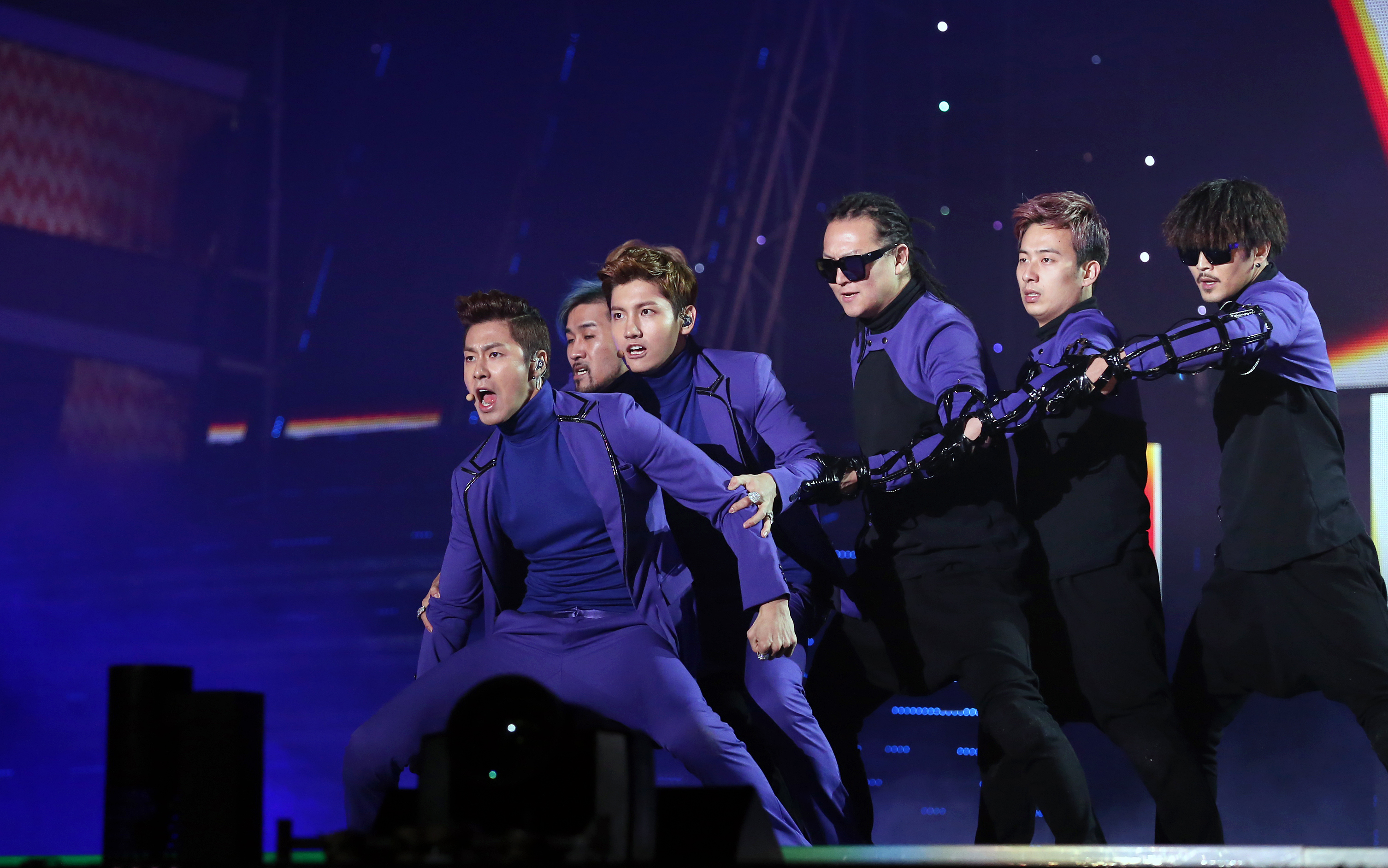
TVXQ låg etta på listan i sju veckor med sina två albumsläpp Catch Me och Humanoids.

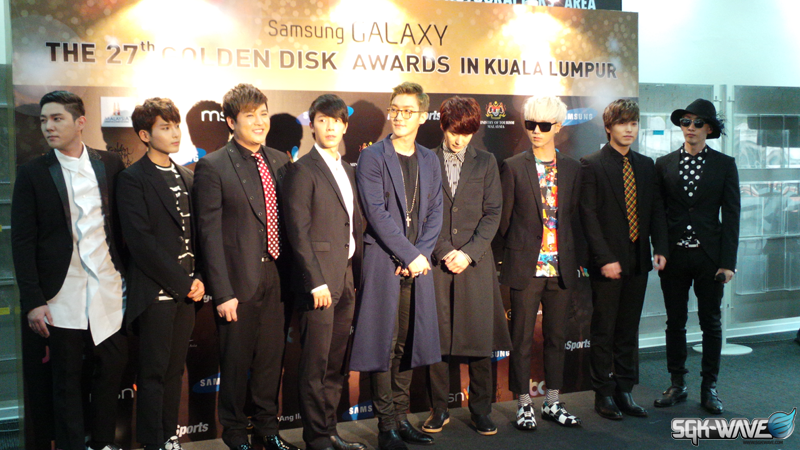
Super Junior låg etta på listan tre veckor i rad med albumet Sexy, Free & Single, samt ytterligare en vecka med nyutgåvan SPY.

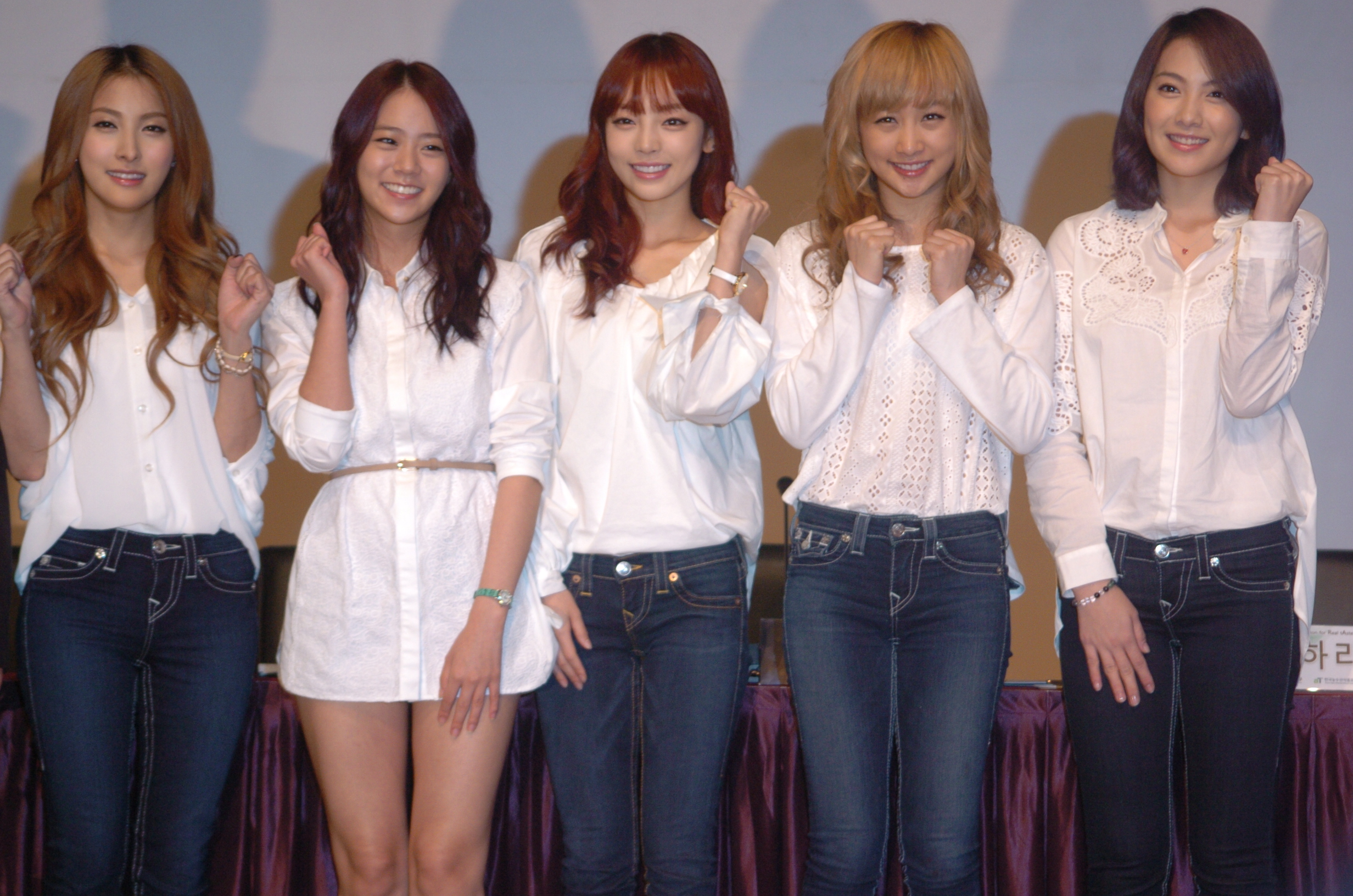
Kara var den enda tjejgruppen som låg etta på listan i mer än en vecka, detta med albumet Pandora (2 veckor).

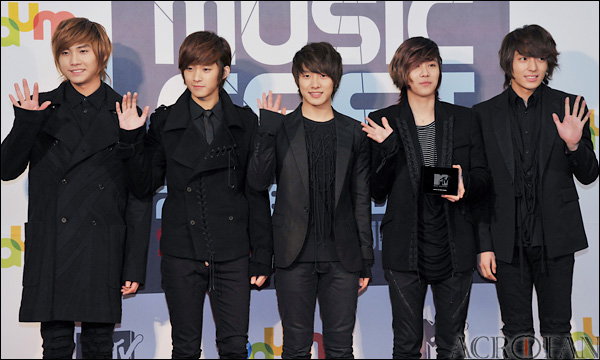
F.T. Island låg etta på listan i tre veckor med två olika albumsläpp under året.

| Datum  | Artist                | Albumtitel                       |
| ------ | --------------------- | -------------------------------- |
| 31 dec | Shin Hye-sung         | Embrace                          |
| 7 jan  | Dynamic Duo           | Dynamic Duo 6th DIGILOG          |
| 14 jan | MBLAQ                 | 100% Ver.                        |
| 21 jan | T-ara                 | Funky Town                       |
| 28 jan | Dal Shabet            | Hit U                            |
| 4 feb  | F.T. Island           | Grown-Up                         |
| 11 feb | Jay Park              | New Breed                        |
| 18 feb | F.T. Island           | Grown-Up                         |
| 25 feb | Jay Park              | New Breed                        |
| 3 mar  | Big Bang              | Alive                            |
| 10 mar | Big Bang              | Alive                            |
| 17 mar | 2AM                   | F.Scott Fitzgerald's Way of Love |
| 24 mar | SHINee                | Sherlock                         |
| 31 mar | CNBLUE                | Ear Fun                          |
| 7 apr  | Busker Busker         | Busker Busker 1st Album          |
| 14 apr | EXO                   | MAMA                             |
| 21 apr | Nell                  | Slip Away                        |
| 28 apr | 4Minute               | Volume Up                        |
| 5 maj  | Girls' Generation-TTS | Twinkle                          |
| 12 maj | EXO                   | MAMA                             |
| 19 maj | Xia                   | Tarantallegra                    |
| 26 maj | 2PM                   | 2PM Member's Selection           |
| 2 jun  | B1A4                  | Ignition: Special Edition        |
| 9 jun  | Big Bang              | Still Alive                      |
| 16 jun | f(x)                  | Electric Shock                   |
| 23 jun | Busker Busker         | Vol. 1 Completion                |
| 30 jun | Jo Kwon               | I'm Da One                       |
| 7 jul  | Super Junior          | Sexy, Free & Single              |
| 14 jul | Super Junior          | Sexy, Free & Single              |
| 21 jul | Super Junior          | Sexy, Free & Single              |
| 28 jul | Beast                 | Midnight Sun                     |
| 4 aug  | Beast                 | Midnight Sun                     |
| 11 aug | Super Junior          | SPY                              |
| 18 aug | Girls' Generation     | Paparazzi                        |
| 25 aug | Kara                  | Pandora                          |
| 1 sep  | Xia                   | Uncommitted                      |
| 8 sep  | Kara                  | Pandora                          |
| 15 sep | F.T. Island           | Five Treasure Box                |
| 22 sep | G-Dragon              | One of a Kind                    |
| 29 sep | TVXQ                  | Catch Me                         |
| 6 okt  | TVXQ                  | Catch Me                         |
| 13 okt | TVXQ                  | Catch Me                         |
| 20 okt | Psy                   | Psy 6 (Six Rules), Part 1        |
| 27 okt | TVXQ                  | Catch Me                         |
| 3 nov  | Urban Zakapa          | 02                               |
| 10 nov | Block B               | Blockbuster                      |
| 17 nov | B1A4                  | In the Wind                      |
| 24 nov | Kim Sung-kyu          | Another Me                       |
| 1 dec  | TVXQ                  | Humanoids                        |
| 8 dec  | Shin Hye-sung         | Winter Poetry                    |
| 15 dec | TVXQ                  | Humanoids                        |
| 22 dec | TVXQ                  | Humanoids                        |

## Månad
| Månad | Artist                | Albumtitel          |
| ----- | --------------------- | ------------------- |
| Jan   | MBLAQ                 | 100% Ver.           |
| Feb   | Big Bang              | Alive               |
| Mar   | SHINee                | Sherlock            |
| Apr   | EXO                   | MAMA                |
| Maj   | Girls' Generation-TTS | Twinkle             |
| Jun   | Big Bang              | Still Alive         |
| Jul   | Super Junior          | Sexy, Free & Single |
| Aug   | Super Junior          | SPY                 |
| Sep   | G-Dragon              | One of a Kind       |
| Okt   | TVXQ                  | Catch Me            |
| Nov   | Kim Sung-kyu          | Another Me          |
| Dec   | Shin Hye-sung         | Winter Poetry       |